# Cyprus op de Olympische Jeugdwinterspelen 2012
Cyprus was een van de landen die deelnam aan de Olympische Jeugdwinterspelen 2012 in Innsbruck, Oostenrijk.

## Deelnemers en resultaten
(m) = mannen, (v) = vrouwen 

### Alpineskiën
| Olympiër         | Onderdeel        | Resultaat | Prestatie                         |
| ---------------- | ---------------- | --------- | --------------------------------- |
| Dinos Lefkaritis | reuzenslalom (m) | -         | - (-) (1.06,71, DNF)              |
| Dinos Lefkaritis | slalom (m)       | 34e       | 1.50,45 (+32,09) (1.02,83, 47,62) |